# دهه ۱۳۸۰ (خورشیدی)
دهه ۱۳۸۰ از ۱ فروردین ۱۳۸۱ آغاز شد تا و در ۲۹ اسفند سال ۱۳۹۰ پایان یافت. این دهه در تقویم میلادی برابر با ۲۱ مارس ۲۰۰۱ تا ۲۰ مارس ۲۰۱۱ است. دهه ۱۳۸۰ صد و سی و هشتمین دهه تقویم هجری خورشیدی است. این دهه در هنگام ریاست جمهوری محمد خاتمی آغاز و در هنگام ریاست جمهوری محمود احمدی‌نژاد پایان یافت. زادگان این دهه در ایران، با نام دهه‌هشتادی شناخته می‌شوند و از دید فرهنگی بررسی شده‌اند.

## رویدادها
- سانحه پرواز ۹۵۶ ایران ایرتور
- حادثه هواپیمای یاک ۴۰
- سانحه پرواز شماره ۱۷۱ هواپیمایی ساها
- سقوط هواپیمای سی-۱۳۰ (۱۳۸۴)

- حملات ۱۱ سپتامبر
- تخریب مجسمه های بودا
- آغاز جنگ آمریکا و افغانستان در ۱۵ مهر ۱۳۸۰
- در ۱ آبان ۱۳۸۰ آی پاد توسط شرکت اپل معرفی شد.

- زمین لرزه هندوکش
- تیمور شرقی از نیوزیلند در تاریخ ۳۰ اردیبهشت ۱۳۸۱ استقلال گرفت.
- نابودی موقت طالبان در ۱۳ ژوئن ۲۰۰۲
- آغاز جام جهانی ۲۰۰۲ میزبان جام جهانی کره جنوبی و ژاپن بودند.
- جنگ و عراق امریکا در ۲۰ مارس ۲۰۰۳ برابر با ۲۹‌اسفند ۱۳۸۱ آغاز شد
- در ۹ آوریل ۲۰۰۳ برابر ۲۰ فروردین ۱۳۸۲ امریکا کنترل بغداد را در دست گرفت
- دستگیری صدام حسین در شهر الدور در تاریخ ۲۲ آذر ۱۳۸۲
- زمین لرزه بم
- تاسیس فیسبوک توسط مارک زاکربرگ
- اشغال عراق در سال ۲۰۰۴
- بازی های تابستانی آتن ۲۰۰۴
- جورج دبلیو بوش در نوامبر ۲۰۰۴ برای بار دوم رئیس جمهور امریکا شد
- سونامی ۲۰۰۴ اندونزی
- تاسیس رسمی یوتیوب در ۳ اردیبهشت ۱۳۸۳
- در طی انتخابات خرداد ۱۳۸۴ محمود احمدی نژاد ششمین رئیس جمهور ایران شد
- زمین لرزه کشمیر
- آنگلا مرکل در ۱ آذر ۱۳۸۴ اولین صدراعظم زن آلمان شد.
- اولین بمب گذاری عسگری در ۲۲ فوریه ۲۰۰۶ باعث جنگ داخلی عراق شد.
- فاجعه تاسوکی در ۲۵ اسفند ۱۳۸۴ توسط گروه جندالله رخ داد.
- راه اندازی توییتر در ۱ فروردین ۱۳۸۵
- جام جهانی ۲۰۰۶ آلمان
- شروع جنگ ۳۳ روزه لبنان و اسرائیل در ۲۱ تیر ۱۳۸۵
- در ۲۱ مهر ۱۳۸۵ بان کی مون از کره جنوبی دبیر کل جدید سازمان ملل شد
- جنگ مواد مخدر در مکزیک - ۱۱ دسامبر ۲۰۰۶
- صدام حسین در ۹ دی ۱۳۸۵ برابر با ۳۰ دسامبر ۲۰۰۶ اعدام شد
- استیوجابز در ۱۹ دی ۱۳۸۵ برای اولین بار گوشی آیفون‌ را معرفی کرد
- دستگیری سربازان بریتانیا توسط سربازان ایران در سال ۲۰۰۷
- شیخ محمد بن ال مکتوم از دبی بزرگترین کمک خیریه در تاریخ مدرن را انجام داد او ۴ میلیارد و ۴۱ میلیون یورو به یک بنياد آموزشی کمک کرد
- مرگ مهستی خواننده زن سرشناس ایرانی در ۴ تیر ۱۳۸۶
- موج جدید گرمایش جهانی در سال ۲۰۰۷
- در ۱ دسامبر ۲۰۰۷ ملکه الیزابت با ۸۱ سال سن و ۲۴۴ روز مسن ترین پادشاه بریتانیا شد و از ملکه ویکتوریا پیشی گرفت
- در تاریخ ۱۴ اردیبهشت ۱۳۸۷ چرخند نرگس باعث مرگ ۱۳۸ هزار نفر در میانمار شد
- بمب‌گذاری ۱۳۸۷ شیراز
- آتش سوزی ۲۰۰۸ یونیورسال
- زمین لرزه ۲۰۰۸ سیچوان چین
- پخش سریال پرطرفدار جومونگ در اکتبر۲۰۰۸ در شبکه سه
- انتخابات ۲۰۰۸ امریکا
- جنگ غزه ۲۰۰۹
- شروع دوره ریاست جمهوری باراک اوباما ۴۴ رئیس جمهور امریکادر ۱ بهمن ۱۳۸۷
- انتخابات ۱۳۸۸ ایران
- اعتراضات خردادماه ۱۳۸۸
- مرگ مایکل جکسون در ۲۵ ژوئن ۲۰۰۹
- مراسم یادبود مایکل جکسون
- بمب‌گذاری ۱۳۸۸ در زاهدان
- دنیاگیری ۲۰۰۹ انفولانرای خوکی
- تظاهرات هواداران جنبش سبز
- تاسیس برج خلیفه بزرگترین سازه جهانی در دوبی / ۱۴ دی ۱۳۸۸
- زمین لرزه ۲۰۱۰ هائیتی
- جنگ یمن و گروه القاعده در ۲۴ دی ۱۳۸۸
- خورشیدگرفتگی مرداد۱۳۸۷
- دستگیری عبدالمالک ریگی در ۴ اسفند ۱۳۸۸
- اولین تست برنامه اینستاگرام در ۱۶ جولای ۲۰۱۰ / ۲۵ تیر ۱۳۸۹
- بمب گذاری ۱۳۸۹ چابهار
- بمب گذاری ۱۳۸۹ در زاهدان
- بمب گذاری ۱۳۸۹ مهاباد
- اعدام عبدالمالک ریگیدر ۳۰ خرداد ۱۳۸۹
- در ۶ اکتبر ۲۰۱۰ (۱۴ مهر ۱۳۸۹) اینستاگرام راه‌اندازی جهانی شد.
- نبرد یونپیونگ
- خودکشی محمد بوعزیزی یک فروشنده خیابانی در تونس باعث اولین جرقه انقلاب تونس در دسامبر ۲۰۱۰ و همچنین آغازگر بهارعربی در کشورهای جهان عرب شد.
- پرواز شماره ۲۷۷ ایران ایر
- انقلاب تونس در ۱۱ ژانویه ۲۰۱۱ ( ۲۱ دی ۱۳۸۹ ) رخ داد.
- آغاز انقلاب مصر در ۲۵ ژانویه ۲۰۱۱
- کناره گیری از رياست جمهوری حسنی مبارک در ۱۱ فوریه ۲۰۱۱
- در ۶ مارس ۲۰۱۱ نخستین جرقه‌های جنگ داخلی سوریه شکل گرفت.
- زمین لرزه ۲۰۱۱ ژاپن
- آغاز انقلاب بحرین

## درگذشتگان
- امیرحسین آریان‌پور
- ثریا اسفندیاری
- ساموئل خاچیکیان
- لیلا پهلوی
- جمیله شیخی
- فریدون فروغی
- اسدالله ملک
- ملیحه نصیری
- احمد بیرشک
- رضا ژیان
- لاله و لادن بیژنی
- صادق خلخالی
- ویگن
- نصرالله مردانی
- بیجه
- ‎۴ تیر ۱۳۸۸: درگذشت مایکل جکسون، هنرمند اسطوره‌ای موسیقی.
- حسین پناهی
- سوسن (خواننده)
- دلکش
- نعمت‌الله آغاسی
- منوچهر آتشی
- منصور یاحقی
- پرویز یاحقی
- رحیم مؤذن‌زاده اردبیلی
- بابک بیات
- شعبان جعفری
- پوپک گلدره
- قیصر امین‌پور
- مهستی
- خسرو شکیبایی
- انیسه وهاب
- حمیده خیرآبادی
- ندا آقاسلطان
- مهدی آذر یزدی
- پیمان ابدی
- نیکو خردمند
- ناصر عبداللهی